# Xanthomantis flava
Xanthomantis flava es una especie de mantis de la familia Iridopterygidae.

## Distribución geográfica
Se encuentra en Borneo y Singapur.